# Politique étrangère des Pays-Bas
Les Pays-Bas sont membres fondateurs de l'Organisation du traité de l'Atlantique nord (OTAN), de l'Union européenne (UE) et de l'Organisation de coopération et de développement économiques (OCDE).
Jusqu'en 1940, les Pays-Bas suivaient une politique de neutralité, mais à la fin de la Seconde Guerre mondiale, ayant été envahis par l'Allemagne, ils s'engagent pour le maintien de la paix à travers le monde, sous l'égide des missions de l'ONU. De plus, avec la prise d'indépendance de nombreuses colonies du pays, ce dernier possède encore une grande influence dans les régions en développement (Indonésie, Afrique du Sud, Suriname) grâce à une présence accrue de ses ressortissants, via sa culture.

## Histoire
L'économie des Pays-Bas est très ouverte et repose sur le commerce international.

### Des relations avec les puissances étrangères dès leXVIIesièclegrâce au commerce
Les Néerlandais se constituent un Empire colonial et des routes commerciales vers l'Orient dès le XVIIe siècle. Alors que des guerres de religion font rage en Europe, les Pays-Bas ne condamnent pas les individus en fonction de leur foi et s'imposent comme un État tolérant. Cela provoque une immigration de masse depuis l'Espagne ou la France.

### XXIesiècle
Les Pays-Bas refusèrent, durant les années 2000, les offres de différents pays européens pour remplacer leurs avions de combat, voulant entretenir leurs relations commerciales avec les États-Unis. Ils participèrent au programme F-35, en échange de commandes dans d'autres secteurs en retour.
En 2014, à la suite du crash du vol MH17 en Ukraine — plus de la moitié des victimes étaient Néerlandaises —, les Pays-Bas entrent dans une crise diplomatique avec la Russie. Le pays accueille la même année la réunion de crise du G7. En 2017, une crise diplomatique éclate également entre les Pays-Bas et la Turquie. Le président turc Recep Tayyip Erdoğan évoque un « vestige du nazisme » en réaction au refus des Pays-Bas de laisser le ministre turc des affaires étrangères, Mevlüt Çavuşoğlu, atterrir sur le sol néerlandais à cause d'un désaccord politique sur le référendum constitutionnel turc de 2017. En juillet 2018, les Pays-Bas et la Turquie annoncent avoir « convenu de normaliser les relations diplomatiques » entre les deux pays. Les relations des Pays-Bas avec l'Iran deviennent également tendues dès janvier 2019.

## Lignes d'orientation

### Forces armées
Les Forces armées néerlandaises sont actives au sein de plusieurs missions internationales, la plupart sous l'égide de l'Organisation des Nations unies. Les garnisons envoyées à l'international ne dépassent plus depuis la guerre d'Irak les 1 000 soldats.

### Aide au développement
Les Pays-Bas ont développé un programme d'aide financière aux démocraties nouvelles, en contribuant notamment au paiement des frais des élections ou à l'installation d'équipements pour les habitants.

### Peine de mort
Les Pays-Bas ont adopté un moratoire sur la peine de mort, dont ils condamnent l'usage. Cette note de service gouvernementale stipule que le ministère de la Justice ne peut autoriser l'extradition d'un individu, citoyen ou résident étranger, vers un pays où il risque la peine de mort, quelles que soient les accusations dont il fait l'objet. L'exécution en Indonésie en 2015 d'un citoyen néerlandais pour trafic de drogue provoqua ainsi une forte réaction de l'ambassade des Pays-Bas à Jakarta.

## Organisations internationales aux Pays-Bas
Les Pays-Bas abritent le siège de nombreuses organisations internationales et européennes, notamment à caractère juridique :
- la Cour internationale de justice (CIJ), la Cour pénale internationale (CPI), la Cour permanente d'arbitrage ;
- le Tribunal pénal international pour l'ex-Yougoslavie (TPIY) ;
- l'Organisation pour l'interdiction des armes chimiques (OIAC) ;
- Europol, organisation de coopération entre les polices européennes ;
- Eurojust, organisation de coopération entre les instances judiciaires européennes.

## Représentations diplomatiques

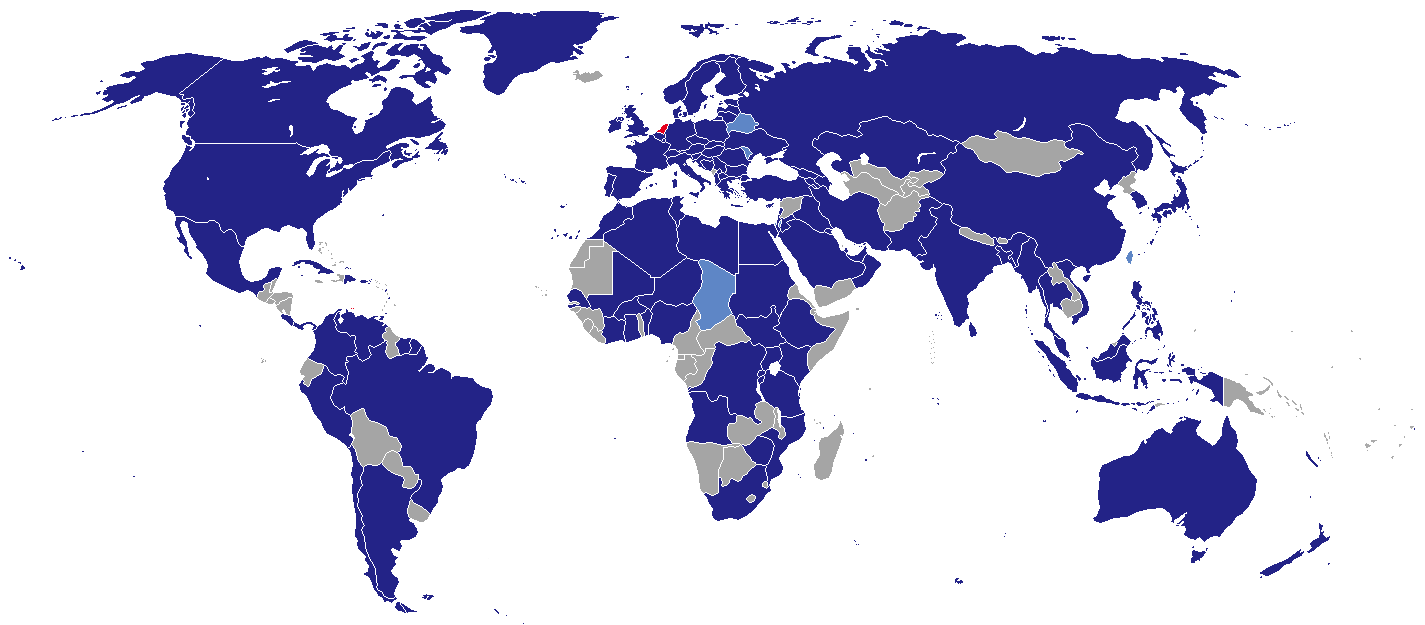
En bleu, les représentations diplomatiques des Pays-Bas (présence d'une ambassade ou d'un consulat).

Le pays possède 110 ambassades dans le monde, 27 consulats généraux et 15 représentations permanentes auprès d'institutions internationales. En plus de cela, une ambassade spéciale au Kosovo et deux représentations spéciales (Palestine et Afghanistan) sont assurées.